# Maniho cantuarius
Maniho cantuarius là một loài nhện trong họ Amphinectidae. Loài này phân bố ở New Zealand.